# 桑名京橋駅
桑名京橋駅（くわなきょうばしえき）は、かつて三重県桑名市京橋町にあった三重交通（現・三岐鉄道）北勢線の駅である。1961年（昭和36年）11月1日の当駅 - 西桑名間廃止と同時に廃駅となった。

## 歴史
- 1915年（大正4年）8月5日：当駅 - 大山田（後の西桑名）間0.7kmが開業[1]。同時に北勢鉄道の桑名町駅（くわなまちえき）として開業[1]。
- 1934年（昭和9年）6月27日：社名変更により北勢電気鉄道の駅となる[1]。
- 1944年（昭和19年）2月11日：会社合併により、三重交通の駅となる[1]。
- 1945年（昭和20年）7月19日：当駅 - 西桑名間が戦災のため運輸営業休止[1]（申請は8月12日、認可は10月29日）。
- 1948年（昭和23年）9月24日：当駅 - 西桑名間の運行再開[1]。桑名京橋駅に改称[1]。新駅名は一般公募によるものであった。
- 1953年（昭和28年）9月：当駅付近に北勢線初の自動踏切警報機を設置。
- 1961年（昭和36年）11月1日：当駅 - 西桑名間廃線に伴い駅廃止[1]。（認可は9月25日）国道1号線の混雑対策による平面交差解消のため[2]。

## 駅構造
島式ホーム1面2線の有人駅であった。

## 駅周辺
駅跡地は桑名病院の駐車場となっており、現地に駅があった名残はほとんど無い。
- 三重県道613号福島城南線
- 桑名市総合福祉会館
- 桑名市民会館
- 桑名別院本統寺
- 桑名市博物館
- 桑名市立精義小学校

## 隣の駅
三重交通
北勢線
桑名京橋駅 - 西桑名駅